# 庫拉區
34°17′57″N 35°48′50″E / 34.2992°N 35.814°E

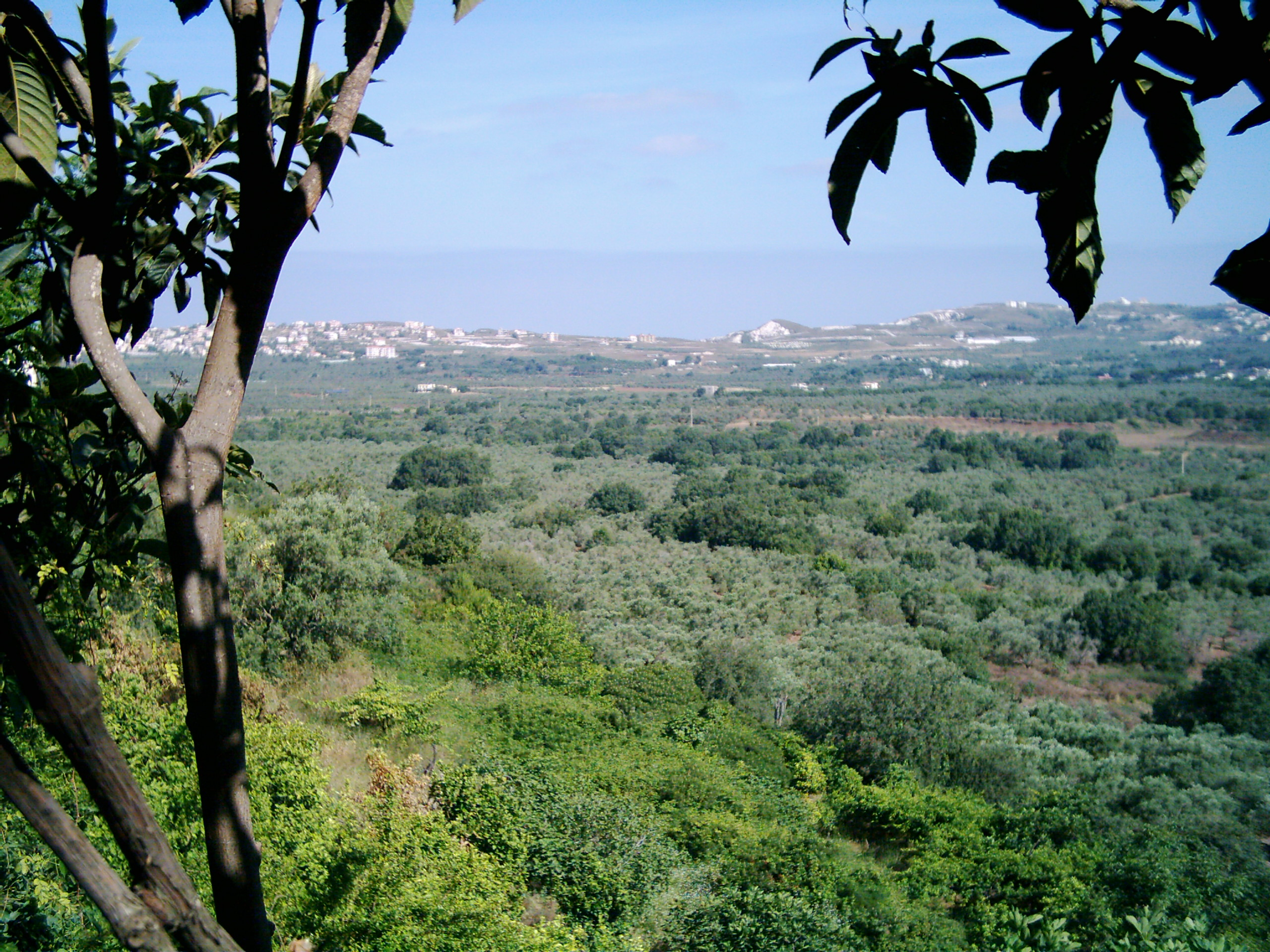

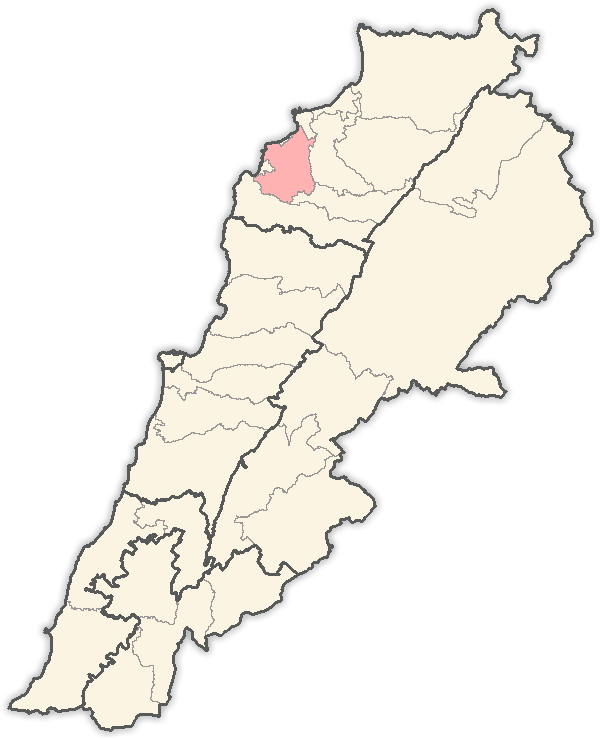

庫拉區（阿拉伯语：‎），是黎巴嫩北部省的區份，位於該國西北部，首府設於艾姆雲，面積173平方公里，1996年人口47,540，人口密度每平方公里275人。